# العلاقات الإرترية القرغيزستانية
العلاقات الإريترية القيرغيزستانية هي العلاقات الثنائية التي تجمع بين إريتريا وقيرغيزستان.

## مقارنة بين البلدين
هذه مقارنة عامة ومرجعية للدولتين:
| وجه المقارنة                                              | إريتريا                                      | قيرغيزستان                      |
| --------------------------------------------------------- | -------------------------------------------- | ------------------------------- |
| المساحة (كم2)                                             | 117.60 ألف                                   | 199.95 ألف                      |
| عدد السكان (نسمة)                                         | 6.33 مليون                                   | 6.20 مليون                      |
| الكثافة السكانية (ن./كم²)                                 | 53.83                                        | 31.01                           |
| العاصمة                                                   | أسمرة                                        | بيشكك                           |
| اللغة الرسمية                                             | اللغة التغرينية، اللغة العربية، لغة إنجليزية | اللغة الروسية، اللغة القيرغيزية |
| العملة                                                    | ناكفا                                        | سوم قيرغيزستاني                 |
| الناتج المحلي الإجمالي (بليون دولار)                      | 2.61 مليار                                   | 7.56 مليار                      |
| الناتج المحلي الإجمالي (تعادل القوة الشرائية) بليون دولار |                                              | 20.45 مليار                     |
| الناتج المحلي الإجمالي الاسمي للفرد دولار أمريكي          |                                              | 1.10 ألف                        |
| الناتج المحلي الإجمالي للفرد دولار أمريكي                 |                                              |                                 |
| مؤشر التنمية البشرية                                      | 0.391                                        | 0.655                           |
| رمز المكالمات الدولي                                      | +291                                         | +996                            |
| رمز الإنترنت                                              | .er                                          | .kg                             |
| المنطقة الزمنية                                           | ت ع م+03:00                                  | ت ع م+06:00                     |

## منظمات دولية مشتركة
يشترك البلدان في عضوية مجموعة من المنظمات الدولية، منها:
| علم المنظمة | اسم المنظمة                        | تاريخ انضمام إريتريا | تاريخ انضمام قيرغيزستان |
| ----------- | ---------------------------------- | -------------------- | ----------------------- |
|             | مؤسسة التمويل الدولية              | 11 أكتوبر 1995       | 11 فبراير 1993          |
|             | منظمة حظر الأسلحة الكيميائية       | ?                    | ?                       |
|             | يونسكو                             | 2 سبتمبر 1993        | 2 يونيو 1992            |
|             | الاتحاد الدولي للاتصالات           | 6 أغسطس 1993         | 20 يناير 1994           |
|             | الأمم المتحدة                      | 28 مايو 1993         | 2 مارس 1992             |
|             | منظمة الشرطة الجنائية الدولية      | ?                    | ?                       |
|             | البنك الدولي للإنشاء والتعمير      | 6 يوليو 1994         | 18 سبتمبر 1992          |
|             | الاتحاد البريدي العالمي            | ?                    | ?                       |
|             | مؤسسة التنمية الدولية              | 6 يوليو 1994         | 24 سبتمبر 1992          |
|             | وكالة ضمان الاستثمار متعدد الأطراف | 10 سبتمبر 1996       | 21 سبتمبر 1993          |